# Gammarus gauthieri
Gammarus gauthieri is een vlokreeftensoort uit de familie van de Gammaridae. De wetenschappelijke naam van de soort is voor het eerst geldig gepubliceerd in 1935 door S. Karaman.
G. gauthieri komt voor in zoete wateren in Tunesie, Algerije, Marokko en vele min of meer geïsoleerde locaties in Spanje . Genetisch onderzoek geeft aan dat G. gauthieri zich waarschijnlijk 5 à 6 miljoen jaar geleden vanuit Spanje heeft verspreid over de Afrikaanse landen, en niet andersom.
Mannetjes van G. gauthieri kunnen 18 mm groot worden. De kleur van levende exemplaren is meestal grijsachtig.